# Türkiye Buz Hokeyi Süper Ligi
Türkiye Buz Hokeyi Süper Ligi (česky Turecká superliga ledního hokeje) je nejvyšší profesionální hokejovou soutěží v Turecku. Tureckou Superligu pořádá Turecká federace ledního hokeje. Této ligy se účastní 7 družstev. Do Turecké superligy se postupuje z Birinci Lig (Turecká první liga).

## Účastníci
| Tým                                | Město    | Arena                           | Kapacita |
| ---------------------------------- | -------- | ------------------------------- | -------- |
| Buz Adamlar GSK                    | Istanbul |                                 |          |
| Buz Beykoz SK Istanbul             | Istanbul | Zimní stadion Kocaeli           | 4500     |
| Zeytinburnu Belediyesi SK Istanbul | Istanbul | Zeytinburnu Buz Pisti           | 2756     |
| Istanbul BB SK                     | Istanbul |                                 |          |
| Gümüş Patenler SK Ankara           | Ankara   | Bahçelievler Ice Skating Palace | 1150     |
| Yükselis SK                        | Ankara   | Bahçelievler Ice Skating Palace | 1150     |
| Cayyolu Gordion                    | Ankara   |                                 |          |

## Vítězové
| Sezóna    | Vítězové                           |
| --------- | ---------------------------------- |
| 2023-2024 | Buz Adamlar GSK                    |
| 2022-2023 | Buz Adamlar GSK                    |
| 2021-2022 | Buz Adamlar GSK                    |
| 2020-2021 | Buz Beykoz SK Istanbul             |
| 2019-2020 | Buz Beykoz SK Istanbul             |
| 2018-2019 | Zeytinburnu Belediyesi SK Istanbul |
| 2017-2018 | Zeytinburnu Belediyesi SK Istanbul |
| 2016-2017 | Zeytinburnu Belediyesi SK Istanbul |
| 2015-2016 | Zeytinburnu Belediyesi SK Istanbul |
| 2014-2015 | Zeytinburnu Belediyesi SK Istanbul |
| 2013-2014 | İzmir BB GSK                       |
| 2012–2013 | Başkent Yıldızları Spor Kulübü     |
| 2011–2012 | Başkent Yıldızları Spor Kulübü     |
| 2010–2011 | Başkent Yıldızları Spor Kulübü     |
| 2009–2010 | TED Ankara Kolejliler Spor Kulübü  |
| 2008–2009 | Polis Akademisi ve Koleji          |
| 2007–2008 | Polis Akademisi ve Koleji          |
| 2006–2007 | Kocaeli B.B. Kağıt                 |
| 2005–2006 | Polis Akademisi ve Koleji          |
| 2004–2005 | Polis Akademisi ve Koleji          |
| 2003–2004 | Polis Akademisi ve Koleji          |
| 2002–2003 | B.B. Ankara                        |
| 2001–2002 | B.B. Ankara                        |
| 2000–2001 | Polis Akademisi ve Koleji          |
| 1999–2000 | B.B. Ankara                        |
| 1998–1999 | Gümüş Patenler SK                  |
| 1997–1998 | İstanbul Paten                     |
| 1996–1997 | B.B. Ankara                        |
| 1995–1996 | Kavaklıdere Belediyesi             |
| 1994–1995 | B.B. Ankara                        |
| 1993–1994 | B.B. Ankara                        |
| 1992–1993 | B.B. Ankara                        |

## Počty titulů
| Klub                               | Počet titulů | Rok zisku titulů                         |
| ---------------------------------- | ------------ | ---------------------------------------- |
| B.B. Ankara                        | 7            | 1993, 1994, 1995, 1997, 2000, 2002, 2003 |
| Polis Akademisi ve Koleji          | 6            | 2001, 2004, 2005, 2006, 2008, 2009       |
| Zeytinburnu Belediyesi SK Istanbul | 5            | 2015, 2016, 2017, 2018, 2019             |
| Başkent Yıldızları Spor Kulübü     | 3            | 2011, 2012, 2013                         |
| Buz Adamlar GSK                    | 3            | 2022, 2023, 2024                         |
| Buz Beykoz SK Istanbul             | 2            | 2020, 2021                               |
| İzmir BB GSK                       | 1            | 2014                                     |
| TED Ankara Kolejliler Spor Kulübü  | 1            | 2010                                     |
| Kocaeli B.B. Kağıt                 | 1            | 2007                                     |
| Gümüş Patenler SK                  | 1            | 1999                                     |
| İstanbul Paten                     | 1            | 1998                                     |
| Kavaklıdere Belediyesi             | 1            | 1996                                     |